# Baku
Baku (în azeră Bakı, chirilică Бакы, persană باکو sau Badkube), cunoscut și sub numele de Baky sau Baki, este capitala și cel mai mare oraș din Azerbaidjan. Este localizat în partea sudică a peninsulei Abșeron, la 40°23′N 49°52′E / 40.383°N 49.867°E. Baku modern este compus din trei părți: Vechiul Oraș (İçəri Şəhər), Noul Oraș și orașul construit de Uniunea Sovietică. Populația conform recensământului din 1 ianuarie 2003 era de 2.074.300 de locuitori. Aproximativ 3 milioane de persoane locuiesc în zona metropolitană (datorită numărului mare de refugiați). 
Structura orașului bogat în petrol este una rectangulară, doar în partea veche a orașului din interiorul vechei fortărețe, străzile sunt întortocheate și înguste. Noul oraș, în sudul localității, a fost construit după începerea exploatărilor masive de petrol acum un secol și are o arhitectură beaux-arts.

## Patrimoniu mondial UNESCO
Partea fortificată a orașului, Palatul Shirwan Shah și Turnul Fecioarei au fost înscrise în anul 2000 pe lista patrimoniului cultural mondial UNESCO.

## Personalități născute aici
- Lev Landau (1908 - 1968), fizician evreu, Premiul Nobel pentru Fizică;
- Zuleiha Seidmammadova (1919 - 1994), pilot de aviație;
- Ahmed Aleskerov (1935 - 2015), fotbalist, antrenor;
- Zecharia Sitchin (1920 - 2010, economist, jurnalist, scriitor american;
- Vladimir Menșov (1939 - 2021), actor, scenarist;
- Vajiha Samadova (n. 1924 - 1965), pictoriță;
- Muslim Magomaev (1942 - 2008), cântăreț rus;
- Afaq Bəşirqızı (n. 1955), actriță;
- Larisa Dolina (n. 1955), cântăreață, actriță;
- Ilham Aliyev (n. 1961), președintele Azerbaijanului;
- Gulnaz Dadașova (n. 1975), om de știință.